# 盧麒安
盧麒安（1989年—），台灣男演員，阿美族人，出生花蓮縣。

## 生平
2000年，尚在小學就讀的盧麒安被導演瞿友寧發掘，演出以1950年代白色恐怖為背景的公視電視劇《誰在橋上寫字》。他初次演戲，便以此奪得第35屆金鐘獎戲劇節目男配角獎。次年，他於瞿友寧的另一部導演作品《兩隻老虎》中，演出作家王禎和的童年時代。

## 演出作品
- 誰在橋上寫字（2000）
- 兩隻老虎（2001）